# Panama na Mistrzostwach Świata w Lekkoatletyce 2022
Panama na Mistrzostwach Świata w Lekkoatletyce 2022 – reprezentacja Panamy podczas mistrzostw świata w Eugene liczyła 3 zawodników, którzy nie zdobyli żadnego medalu.

## Skład reprezentacji

### Mężczyźni
| Zawodnik           | Konkurencja   | Eliminacje | Eliminacje | Półfinał | Półfinał | Finał    | Finał   | Źródło |
| Zawodnik           | Konkurencja   | Rezultat   | Pozycja    | Rezultat | Pozycja  | Rezultat | Pozycja | Źródło |
| ------------------ | ------------- | ---------- | ---------- | -------- | -------- | -------- | ------- | ------ |
| Alonso Edward      | bieg na 200 m | 22,08      | 44.        | NQ       | NQ       | NQ       | NQ      | [ 1 ]  |
| Jorge Castelblanco | maraton       | —          | —          | —        | —        | DNS      | DNS     | [ 2 ]  |

### Kobiety
| Zawodniczka     | Konkurencja                | Eliminacje | Eliminacje | Półfinał | Półfinał | Finał | Finał   | Źródło            |
| Zawodniczka     | Konkurencja                | Wynik      | Pozycja    | Wynik    | Pozycja  | Wynik | Pozycja | Źródło            |
| --------------- | -------------------------- | ---------- | ---------- | -------- | -------- | ----- | ------- | ----------------- |
| Gianna Woodruff | bieg na 400 m przez płotki | 55,21      | 15. Q      | 53,69    | 6. Q     | 54,75 | 7.      | [ 3 ] [ 4 ] [ 5 ] |